# Tennis op de Olympische Zomerspelen 1992
Tennis is een van de sporten die beoefend werden tijdens de Olympische Zomerspelen 1992 in Barcelona.

## Wedstrijden

### Opzet
- De mannenwedstrijden, zowel enkel als dubbel, omvatten maximaal vijf sets. De vrouwenwedstrijden omvatten maximaal drie sets. In de laatste set werd geen tiebreak gespeeld, maar moest met 'twee games verschil' gewonnen worden.
- De twee verliezers uit de halve finales wonnen allebei brons.
- In tegenstelling tot de normale tennistoernooien is er geen prijzengeld te verdienen.
- Er waren geen punten te verdienen voor de wereldranglijsten van de ATP en WTA.

## Medailles

### Medaillewinnaars
| Onderdeel         | Goud | Goud                              | Zilver | Zilver                                    | Brons | Brons                               |
| ----------------- | ---- | --------------------------------- | ------ | ----------------------------------------- | ----- | ----------------------------------- |
| Mannenenkelspel   | SUI  | Marc Rosset                       | ESP    | Jordi Arrese                              | CRO   | Goran Ivanišević                    |
| Mannenenkelspel   | SUI  | Marc Rosset                       | ESP    | Jordi Arrese                              | EUN   | Andrej Tsjerkasov                   |
| Mannendubbelspel  | GER  | Boris Becker Michael Stich        | RSA    | Wayne Ferreira Piet Norval                | ARG   | Javier Frana Christian Miniussi     |
| Mannendubbelspel  | GER  | Boris Becker Michael Stich        | RSA    | Wayne Ferreira Piet Norval                | CRO   | Goran Ivanišević Goran Prpić        |
| Vrouwenenkelspel  | USA  | Jennifer Capriati                 | GER    | Steffi Graf                               | ESP   | Arantxa Sánchez Vicario             |
| Vrouwenenkelspel  | USA  | Jennifer Capriati                 | GER    | Steffi Graf                               | USA   | Mary Joe Fernandez                  |
| Vrouwendubbelspel | USA  | Gigi Fernández Mary Joe Fernandez | ESP    | Conchita Martínez Arantxa Sánchez Vicario | AUS   | Rachel McQuillan Nicole Provis      |
| Vrouwendubbelspel | USA  | Gigi Fernández Mary Joe Fernandez | ESP    | Conchita Martínez Arantxa Sánchez Vicario | FRA   | Isabelle Demongeot Nathalie Tauziat |

### Medaillespiegel
| Rang   | Land             | Goud | Zilver | Brons | Totaal |
| ------ | ---------------- | ---- | ------ | ----- | ------ |
| 1      | Verenigde Staten | 2    | 0      | 1     | 3      |
| 2      | Duitsland        | 1    | 1      | 0     | 2      |
| 3      | Zwitserland      | 1    | 0      | 0     | 1      |
| 4      | Spanje           | 0    | 2      | 1     | 3      |
| 5      | Zuid-Afrika      | 0    | 1      | 0     | 1      |
| 6      | Gezamenlijk team | 0    | 0      | 2     | 2      |
| 6      | Kroatië          | 0    | 0      | 2     | 2      |
| 8      | Argentinië       | 0    | 0      | 1     | 1      |
| 8      | Australië        | 0    | 0      | 1     | 1      |
| Totaal | Totaal           | 4    | 4      | 8     | 16     |

Athene 1896 · 
Parijs 1900 · 
St. Louis 1904 · 
Athene 1906 ·
Londen 1908 · 
Stockholm 1912 · 
Antwerpen 1920 · 
Parijs 1924 · 
Mexico-stad 1968 (demonstratie) · 
Los Angeles 1984 (demonstratie) · 
Seoel 1988 · 
Barcelona 1992 · 
Atlanta 1996 · 
Sydney 2000 · 
Athene 2004 · 
Peking 2008 · 
Londen 2012 · 
Rio de Janeiro 2016  · 
Tokio 2020  · 
Parijs 2024  · 
Los Angeles 2028 
Medaillewinnaars
Atletiek · Badminton · Basketbal · Boksen · Boogschieten · Gewichtheffen · Gymnastiek · Handbal · Hockey · Honkbal · Judo · Kanovaren · Moderne vijfkamp · Paardensport · Pelota (demonstratie) · Roeien · Rolhockey (demonstratie) · Schermen · Schietsport · Schoonspringen · Synchroonzwemmen · Taekwondo (demonstratie) · Tafeltennis · Tennis · Voetbal · Volleybal · Waterpolo · Wielersport · Worstelen · Zeilen · Zwemmen